# Попов, Валентин Семёнович
Валентин Семёнович Попов (5 января 1905, Середа — 9 апреля 1975, Москва) — советский архитектор. Ученик Н. А. Ладовского, член объединения Архитекторов урбанистов (АРУ).

## Биография
Родился 5 января 1905 года в селе Середа Волоколамского уезда Московской губернии. Вместе с семьёй переехал в Москву, где отучился 3 или 4 года в гимназии. Не окончив гимназию, поступил в военное училище. Там в том числе преподавали рисунок. В 1921 году училище откомандировало В. С. Попова во ВХУТЕМАС. Беспредметной живописи он обучался в Л. С. Поповой. Во время учёбы на живописном факультете у В. П. Киселёва выполнял контррельефы, которыми заинтересовались студенты-старшекурсники архитектурного факультета В. С. Балихин и В. А. Петров. Они порекомендовали В. С. Попову идти в Обмас к Н. А. Ладовскому. В 1928 году он окончил архитектурный факультет Вхутемаса-Вхутеина, защитив диплом на тему «Новый город». Этой же темой в мастерской Н. А. Ладовского занимались одногруппники В. С. Попова, архитекторы В. А. Лавров, Г. Т. Крутиков и С. А. Лопатин, которых в дальнейшем связала совместная творческая деятельность. Искусствовед С. О. Хан-Магомедов так характеризовал проект В. С. Попова:
В. Попов разрабатывал «новый город» с ориентацией на территориальное зонирование его функциональных элементов. Это большой жилой район при крупном промышленном предприятии. Была выбрана условно конфигурация плана в виде квадрата, в центре которого парк с культурными и спортивными сооружениями, а по периметру — жилые кварталы. Жилой район примыкает к промышленной зоне, соединяясь с ней административно-торговым центром.
Свой первый практический опыт В. С. Попов получил ещё во время учёбы, на строительстве Каширской электростанции, где он работал техником с 7 июля по 31 августа 1923 года. В период с 1925 по 1929 года, продолжая учёбу, занимался различными работами в Самарканде: с 25 июля по 15 ноября 1925 года — на реставрации памятников, с 21 июня по 15 ноября 1926 года — техник по реставрационным работам Укомстарис, с 4 января по 20 сентября 1927 года — научный сотрудник экспедиции Музея восточных культур в Москве, С 5 июня 1928 по 7 мая 1929 года — архитектор Горместхоза города Самарканда. Этой работой он занимался под руководством историка искусств Б. П. Денике.
С 1923 года В. С. Попов состоял в организации АСНОВА. В 1928 году, после защиты диплома, одним из первых вступил в объединение Архитекторов урбанистов (АРУ), созданное Н. А. Ладовским после выхода из АСНОВА. Состоял «квадриге Ладовского» (В. А. Лавров, Г. Т. Крутиков, В. С. Попов, С. А. Лопатин), как называл эту группу С. О. Хан-Магомедов.
10 марта 1929 года В. С. Попов был принят на должность архитектора-планировщика в Картоиздательство при НКВД, с 1930 входившее в состав в Гипрогора. В этой должности 13 октября 1930 года вновь ездил в командировку в Среднюю Азию. Работая в Гипрогоре, выполнил проект планировки для Ферганской долины (с соавторами). Позднее в Академии архитектуры СССР разработал проект жилого дома для колхозника Средней Азии.
В 1930—1934 годах преподавал в Московском архитектурном институте. В тот же период занимал должность старшего научного сотрудника в Академии коммунального хозяйства. С 1933 по 1941 год работал в мастерской № 3 Моссовета. В 1939 году вступил в Союз архитекторов СССР. Принимал участие в Великой Отечественной войне. Награждён почётным дипломом Моссовета.
Умер 9 апреля 1975 года.

## Основные работы
- Проект Красного стадиона на Воробьёвых горах в Москве (1924; в составе группы студентов ВХУТЕМАСа) — Гран-при на международной выставке художественно-декоративных искусств в Париже (1925)[1]
- Проект дома-коммуны (1928)[1]
- Проект Автостроя и соцгорода в Нижнем Новгороде (1930; совместно с Г. Т. Крутиковым и В. А. Лавровым в составе бригады АРУ)[1]
- Проект Дворца культуры Пролетарского района Москвы (1930; в составе бригады АРУ)[1]
- Участие в конкурсе на проект Дворца Советов в Москве (1931; в составе бригады АРУ)[1]
- Главный корпус Института физических проблем АН СССР на улице Косыгина, 2, стр. 1 в Москве (1935; совместно с Н. В. Марковниковым и И. С. Николаевым)[4]
- Жилой дом для сотрудников Института физических проблем АН СССР на улице Косыгина, 2, стр. 19 в Москве (1935—1936; совместно с Н. В. Марковниковым)[4]